# Paweł Walicki
Paweł Walicki, reżyser, scenograf, twórca filmowy.

## Kształcenie się
Absolwent Akademii Sztuk Pięknych w Poznaniu, gdzie studiował malarstwo, grafikę, rzeźbę i film animowany. Jako pracę dyplomową zrealizował film "Joan Miró", który był jego debiutem reżyserskim. 
W 1999 roku artysta podjął podyplomowe studia scenografii pod kierunkiem prof. Andrzeja Kreütza Majewskiego w Akademii Sztuk Pięknych im. Jana Matejki w Krakowie. 

## Charakterystyka dorobku
Projekty filmowe z jego udziałem to De Chirico - Miasta metafizyczne i Jak bóg Maior utracił tron, za który otrzymał wyróżnienie jury Ogólnopolskiego Festiwalu Autorskich Filmów Animowanych OFAFA 2000 za opracowanie plastyczne. 
Zaprojektował scenografię do cyklu telewizyjnych programów edukacyjnych "Z-Grana chata". Współpracował też przy realizacji scenografii do musicalu Miss Saigon w Teatrze Muzycznym Roma. 
Projekt dekoracji do Jeziora łabędziego na scenie Teatru Wielkiego - Opery Narodowej był pierwszą dużą produkcją scenograficzną młodego artysty. W Teatrze im. Stefana Jaracza w Olsztynie artysta przygotował scenografie do Ślubów panieńskich A. Fredry, Ludzi starszych zawodów D. Priwałowa i Pokojówek J. Geneta.

## Filmografia
- 2007 - Łódka - scenografia, kostiumy,
- 2007 - Kizi Mizi - współpraca przy animacji,
- 2004 - Niestety - współpraca przy animacji,
- 1999 - Szop, Szop, Szop, Szopę... - współpraca przy animacji,
- 1999 - Jak bóg Maior utracił tron w Czternaście bajek z Królestwa Lailonii Leszka Kołakowskiego - animacja, layout, projekty plastyczne, reżyseria,
- 1997 - Joan Miro w cyklu Impresje - animacja, opracowanie plastyczne, reżyseria, scenariusz,

## Nagrody filmowe
- 2000 - Jak bóg Maior utracił tron w Czternaście bajek z Królestwa Lailonii Leszka Kołakowskiego Kraków (Ogólnopolski Konkurs Autorskiego Filmu Animowanego) Wyróżnienie za opracowanie plastyczne filmu
- 2014 - Złota Maska za scenografię do spektaklu "Bobiczek" („Halwaja chorpit” - Hanoch Levin), Teatr Zagłębia w Sosnowcu